# Риттер, Александр (композитор)
Александр Риттер (нем. Alexander Ritter; 27 июня 1833, Нарва, Санкт-Петербургская губерния[…] — 12 апреля 1896[…], Мюнхен[…]) — немецкий композитор, скрипач и дирижёр. Брат драматурга Карла Риттера.

## Биография
Родился в семье немецкого торговца, работавшего в Санкт-Петербурге и Эстляндии. После смерти отца семья в 1841 г. перебралась в Дрезден, где с матерью братьев Риттеров Юлией Риттер сдружился Рихард Вагнер, оказавший как на Александра, так и на Карла огромное влияние. Окончил Лейпцигскую консерваторию по классу скрипки Фердинанда Давида. С 1854 г. играл на скрипке в Веймарском придворном оркестре, здесь познакомился с Иоахимом Раффом, у которого учился дирижированию и композиции. Работал как скрипач и дирижёр в Штеттине (с 1856 г.), затем с 1863 г. в Вюрцбурге, с 1872 г. в Хемнице. В 1882—1886 гг. первая скрипка Мейнингенского придворного оркестра. Затем жил и работал в Мюнхене.
В 1854 году женился на племяннице Р. Вагнера Франциске (1829—1895). Их дочь Герта в 1902 году стала женой австрийского композитора Зигмунда фон Хаузеггера (1872—1948).

## Творчество
Александр Риттер написал две оперы — «Der faule Hans» и «Wem die Krone?», несколько песен, симфонических композиций и две симфонические фантазии.
Риттер сыграл важную роль в жизни композитора Рихарда Штрауса, с которым познакомился в мейнингенский период. Последовательный сторонник творчества Ф. Листа и Р. Вагнера, Риттер открыл Штраусу ценность и смысл программной музыки Листа и музыкальных драм Вагнера, убедил его отказаться от консервативного стиля своей юности, и приступить к написанию симфонических поэм. Убедил и подвигнул Штрауса написать первую оперу «Гунтрам». Последствия этого события, по словам Штрауса для его творчества оказались огромны:

«Его влияние напоминало ураган».